# アグネス・ザッパー
アグネス・ザッパー（Agnes Sapper、1852年4月12日 - 1929年3月19日）は、ドイツの児童文学作家。

## 略歴
ミュンヘン生まれ。父は政治家のカール・プラーター。
23歳の時、ヴュルテンベルクの町長だったエドゥアルト・ザッパーと結婚、五人の子供を儲けるが、1898年夫を失い、ヴュルツブルクに移住し、43歳で初めての小説『子供たちの中の母』を書き、作家活動に入る。
『初めての学校生活』『グレートヒェン・ラインバルトの最後の学校生活』『小さなおばかさん』などを書き、1906年、54歳の時『ベフリング一家』を発表、これは日本では『愛の一家』と訳され、海外でも有名になった。
逆境でも明るく生きていく家庭を描き、ほかに『リースヒェンのいたずら』『プラーター夫人』（自分の母親のことを書いている）『大きくなったベフリング家の子供たちのその後』（『続・愛の一家』『愛の人びと』）『父を失って』『孫の家』、自伝的な『友への挨拶』などがある。

## 日本語訳・再話
- 愛の一家

『愛の一家』（アーグネス・サッベル著、宮原晃一郎訳、平凡社、世界家庭文学全集） 1930
『愛の一家』（植田敏郎訳、加藤まさを絵、講談社、世界名作全集） 1952
『愛の一家』（村岡花子文、柴原よしえ絵、日本書房、世界童話文庫） 1953
『愛の一家』（堀寿子編、渡辺郁子絵、黎明社、世界名作物語） 1953
『愛の一家』（大原富枝著、谷俊彦絵、偕成社、世界名作文庫） 1954
『愛の一家』（相良守峯訳、三笠書房、若草文庫） 1955
『愛の一家』（武田正美文、石垣好晴絵、日本書房、学級文庫） 1955
『愛の一家』（川村梢平文、石垣好晴絵、日本書房、学年別世界児童文学全集） 1961
『愛の一家』（久米元一文、大日方明絵、講談社の絵本） 1963.8
『愛の一家』（塩谷太郎訳、山中冬児絵、岩崎書店、世界少女名作全集） 1963
『愛の一家』（山口四郎訳、西村保史郎等絵、講談社、少年少女新世界文学全集(ドイツ古典編 2) ） 1963
『愛の一家』（サッペル作、石丸静雄訳、小野田俊絵、河出書房、少年少女世界の文学） 1968
『愛の一家』（宮脇紀雄文、小学館、少年少女世界の文学 カラー名作 18(ドイツ 2)） 1969
『愛の一家』（野長瀬正夫文、斎藤博之絵、集英社、少年少女世界の名作） 1969
『愛の一家』（小川超著、集英社、マーガレット文庫、世界の名作） 1975
『愛の一家』（まどかまこ画、ユニコン出版、世界名作コミック28） 1979：漫画化
『愛の一家』（関楠生訳、集英社、子どものための世界名作文学） 1979.4
『愛の家族』（相沢博訳、講談社） 1980.11
『愛の一家 あるドイツの冬物語』（遠山明子訳、マルタ・ヴェルシュ画、福音館文庫） 2012.1
- 『続・愛の一家』（サッペル著、宮原晃一郎訳、中央公論社） 1940

『愛の人びと』（桜井和市訳、三笠書房、若草文庫） 1956
- 『一年生物語』（サツペル著、宮原晃一郎訳、中央公論社） 1941
- 『戦ふドイツの少年』（上野秀穂訳、小学館） 1943
- 『リーゼちゃん サッペル短篇童話』（宮原晃一郎訳、高橋秀絵、同和春秋社、現代傑作童話集） 1954
- 『少女グレートヘン』（植田敏郎訳、西村保史郎絵、講談社、世界名作全集） 1959
- 『小さなおばかさん』（植田敏郎訳、吉井忠絵、大日本図書、子ども図書館） 1968